# Kriminalgeographie
Kriminalgeographie ist eine Teildisziplin sowohl der Kriminologie als auch der Kriminalistik und der Geographie. Ihr Untersuchungsgegenstand ist die räumliche Bedingtheit von Kriminalität. Der Begriff wird synonym mit dem der Kriminalökologie verwendet. Kriminalgeographie ist einerseits einer der ätiologischen Ansätze der Kriminologie (Ursachenforschung). Als kriminalistische Kriminalgeographie ermittelt sie andererseits die Beziehungen, die zwischen der spezifischen Struktur von Räumen und der in ihnen örtlich und zeitlich anfallenden Kriminalität bestehen. Daraus ergibt sich auch die räumliche Planung der Vermeidung und Bekämpfung von Straftaten.

## Geschichte
Die Anfänge der Kriminalgeographie sind Anfang bzw. Mitte des 19. Jahrhunderts zu finden. Die Kriminalgeographie geht auf die Forscher André Michel Guerry und Lambert Adolphe Jacques Quételet zurück. Guerry forschte daran, ob der Wohnort etwas mit der Wahrscheinlichkeit, kriminell zu werden, zu tun hat. Er bezog sich hierbei auf die Bevölkerung der Gemeinde, in der die Person lebte oder aufwuchs und dokumentierte Faktoren wie Armut, Arbeitslosenquote oder Bildungsgrad. Wichtige Theorien zur Kriminalgeographie kamen Anfang der 1920er Jahre von der Chicago-Schule. Diese nutzte die Kriminalgeographie hinsichtlich der zunehmenden Verstädterung und deren sozialen Folgen. So wurde der Begriff Delinquency Area geprägt: Man verglich innerhalb von Chicago mehrere Zonen, die sich in ihrer Kriminalstatistik unterschieden; diese wurden über einen längeren Zeitraum beobachtet, in dem mehrere Veränderungen vorgenommen wurden, und man kam zu dem Schluss, dass diese Maßnahmen nur wenig veränderten. Die Forscher erklärten, dass vor allem das soziale Umfeld extrem wichtig sei. Kriminalgeographische Ergebnissen beeinflussten die Stadtplanung; man versuchte, solche Zonen bewusst zu vermeiden.

## Lage in Europa
In Europa fand die Kriminalgeographie Anfang der 1960er Jahre Beachtung. So wurde z. B. die Jugendkriminalität in London und Köln untersucht. In Nürnberg wurde, wie in Chicago, die Kriminalitätsrate einzelner Stadtteile untersucht, unter anderem durch die Pionierarbeiten von Horst Herold.
Heute ist die Kriminalgeographie in ganz Europa bekannt und verbreitet. Von großem Interesse sind vor allem die sozialen Zusammenhänge; so wird erklärt, dass es oft vorkommt, dass sich soziale Probleme an einer Stelle konzentrieren. Man spricht dann von einem „Sozialen Brennpunkt“. Diese Aussage kommt von einer Studie aus der Schweiz; dort wurde der Zusammenhang von Gewalttaten und der Raumstruktur untersucht und es wurde festgestellt, dass es sich negativ auswirkt, wenn das familiäre Umfeld gestört ist oder wenn der Freundeskreis der Person mit im selben Viertel lebt. Die Kriminalgeographie arbeitet heute etwa mit Verbrechenskarten (engl. crime mapping) und bezieht geografische Informationssysteme ein. Allein der Metropolitan Police Service (Scotland Yard) beschäftigt rund 400 Kriminalgeographen. Bei der Polizei Bayern wird seit 2014 die Software Precobs eingesetzt, um Wohnungseinbrüche schneller aufzuklären.
Nachdem die Kriminalgeographie im deutschsprachigen Raum vor allem eine Domäne der Kriminologie gewesen war, entwickelte sich um das Jahr 2000 im Rahmen der kritischen Geographie eine „kritische Kriminalgeographie“. Problematisiert wird insbesondere die der Verbrechenskartierung zugrunde liegende Ansicht, der geographische Raum könne als Erklärungsfaktor gesellschaftlicher Verhältnisse dienen.

## Broken-Windows-Theorie
In den darauffolgenden Jahren wurden mehrere Theorien entwickelt; eine der bekanntesten davon ist die Broken-Windows-Theorie. Sie geht davon aus, dass die ausbleibende Reparatur zerbrochener oder beschädigter Fensterscheiben ein Anzeichen für die mangelnde Kontrolle kriminellen Verhaltens und damit für den langsamen Verfall eines Wohnviertels sei. Durch Rückkopplungseffekte würden so die dortigen sozialen Probleme weiter zunehmen. Die Theorie ist Grundlage für die Nulltoleranzstrategie einiger städtischer Verwaltungen, die jegliche Rechtsverstöße sanktioniert, um weiterer Verwahrlosung zuvorzukommen.